# Stronghurst
Stronghurst, est un village du comté de Henderson dans l'Illinois, aux États-Unis,. Situé au sud du comté, il est incorporé le 8 août 1894.

## Démographie
Lors du recensement de 2010, le village comptait une population de 883 habitants. Elle est estimée, en 2016, à 820 habitants.